# Aimé-François de Corbeau de Saint-Albin
Aimé-François de Corbeau de Saint-Albin est un prêtre et homme politique français, né en 1744 à Grenoble (Isère) et décédé le 29 juillet 1806 à Saint-Albin-de-Vaulserre (Isère).

## Biographie
Doyen de l'église de Vienne, il est ensuite chanoine et vicaire général du diocèse. Il est élu député du clergé aux États généraux de 1789, pour la province du Dauphiné, et se rallie aux idées nouvelles. 

## Sources
- « Aimé-François de Corbeau de Saint-Albin », dans Adolphe Robert et Gaston Cougny, Dictionnaire des parlementaires français, Edgar Bourloton, 1889-1891 [détail de l’édition]